# Freerk Postmus
Freerk Postmus (Oosternijkerk, 9 augustus 1921 - Neuengamme, 23 november 1944) was een Nederlandse verzetsstrijder in de Tweede Wereldoorlog. Hij was de leider van Knokploeg-Jan de Groot en een van de leidende figuren binnen de Landelijke Knokploegen.

## Levensloop
Postmus was landbouwer van beroep. Hij was in Friesland in 1943 betrokken bij de April-meistakingen, waardoor hij moest onderduiken. Hij vond onderdak in Alteveer waar hij Marinus Heerdink leerde kennen. Op 28 juli 1943 pleegden zij een overval op een distributietransport bij Notter. Daarna week Postmus uit naar de Utrechtse Heuvelrug. Via 
Klaas Kooistra, de broer van zijn verloofde die in mei 1940 omkwam tijdens gevechten op de Grebbeberg, had hij daar meerdere contacten. Hij vond onderdak bij de familie Bos in Amerongen en later bij de familie Alberts in Langbroek.
In de zomer van 1943 vormde Postmus een knokploeg waar naast Marinus Heerdink en diens broer Henk, Jaap Jongejan, Tiem Zomer en enkele anderen toe behoorden. De groep stond bekend als knokploeg-Jan de Groot en later knokploeg-Visser, een verwijzing naar de schuilnaam van Postmus en daarna van Henk Heerdink (wiens alias Henk Visser was). Hun eerste actie was de overval op het gemeentehuis van Amerongen, waarbij 1500 gezinspersoonskaarten buit werden gemaakt. Diezelfde maand werd er ook een arrestant bevrijd uit de politiecel in Doorn.                                                                                                                                                                                                                                                                                                                                 
In het najaar vond er een vergadering plaats bij Ad van Schuppen, districtsleider van de Landelijke Organisatie voor Hulp aan Onderduikers (LO), waarbij besloten werd dat de knokploeg van Postmus zich zou aansluiten bij de Landelijke Knokploegen (LKP), onderdeel van de LO. Als standplaats koos hij Doorn, hoewel de groep ook in andere delen van het land actief was. Zo werd op 29 november 1943 in Ommen een transport met de administratie van het arbeidsbureau overvallen. Op 7 december vond een gelijksoortige overval op een transport in Goor plaats. Het distributiekantoor in Hardenberg was op 14 december aan de beurt, gevolgd door een postauto op 22 december in Gorinchem. In januari 1944 volgden overvallen in Borne, De Bilt, Den Ham en Langbroek, waarbij de bevolkingsregister buit werden gemaakt. Pogingen daartoe mislukte in Wijk bij Duurstede en Wierden. De Duitsers maakten gebruik van de bevolkingsregisters voor het aanwijzen van mannen die in de Duitse oorlogsindustrie moesten gaan werken, waardoor het verzet er alle belang bij had om deze in handen te krijgen.
Postmus droeg de leiding over de knokploeg begin 1944 over aan Henk Heerdink. Zelf werd hij opgenomen in de landelijke top van de LKP, waar Liepke Scheepstra het voor het zeggen had. Wel nam hij nog deel aan verschillende acties van zijn "oude" knokploeg. Ook nam hij deel aan de overval op de Koepelgevangenis te Arnhem op 11 mei 1944, waarbij Frits de Zwerver werd bevrijd. In april 1944 dook Postmus onder op Hoog Kanje 9 in Zeist bij een gezin met vier kleine kinderen. Tevens sloot hij zich aan bij een verzetsgroep die gecentreerd was rond het Kerckebosch. In juni 1944 voegde hij zich bij de knokploeg van Siem de Man, waarmee hij de distributiekantoren in Heteren en Herveld overviel. Op 18 augustus had Postmus een vergadering in Pasadena in Zeist. Voordat hij arriveerde werden de drie andere aanwezigen, te weten Kik ten Boom, Piet de Lange en Hans Stakman, door de Sicherheitsdienst (SD) gearresteerd. Postmus hoorde pistoolschoten en waarschuwde eerst De Man om niet naar Zeist te komen. Vervolgens ging hij poolshoogte nemen, maar werd vervolgens ingerekend door de SD.
Na zijn arrestatie werd Postmus overgebracht naar Kamp Vught. Dat kamp werd een paar weken later ontruimd wegens de oprukkende geallieerden. Via Sachsenhausen kwam Postmus terecht in Neuengamme, waar hij overleed aan de gevolgen van totale uitputting in combinatie met tuberculose. Postmus ligt begraven op de begraafplaats van Oosternijkerk.